# Coulangeron
Coulangeron es una localidad y comuna francesa situada en la región de Borgoña, departamento de Yonne, en el distrito de Auxerre y cantón de Coulanges-la-Vineuse.

## Demografía
| 364 | 354 | 292 | 371 | 458 | 428 | 440 | 458 | 449 | 428 | 438 | 404 | 420 | 427 | 406 | 398 | 364 | 322 | 333 | 315 | 257 | 234 | 208 | 182 | 178 | 177 | 152 | 132 | 108 | 138 | 134 | 167 | 193 |
| Para los censos de 1962 a 1999 la población legal corresponde a la población sin duplicidades (Fuente: INSEE [Consultar]) |     |     |     |     |     |     |     |     |     |     |     |     |     |     |     |     |     |     |     |     |     |     |     |     |     |     |     |     |     |     |     |     |